# Still (The Walking Dead)
Still là tập thứ mười hai trong Phần 4 của series phim truyền hình The Walking Dead. Tập phim được phát sóng trên kênh AMC của Mỹ vào ngày 2 tháng 3 năm 2014. Khi phát sóng tại Mỹ, tập phim đã được 12,61 triệu người xem trong đó có 6,4 triệu người từ 18-49 tuổi.

## Nội dung tập
Nửa đêm, Daryl và Beth tìm được một chiếc xe bỏ không bên đường. Họ trèo vào cốp xe và ở suốt đêm trong đó, phía bên ngoài là hàng loạt xác sống đang đi qua. Sáng hôm sau, họ ra khỏi xe, dọn dẹp đồ và rời đi.
Daryl đi săn kiếm thức ăn trong khi Beth nhóm lửa ở một khu trại mà họ vừa dựng lên. Sau khi không bắn trúng một con sóc, Daryl cuối cùng cũng giết được một con rắn. Anh mang xác nó trở lại trại và cùng Beth nướng nó. Sau khi đã ăn xong phần của mình, Beth nói với Daryl rằng cô muốn đồ uống. Daryl đưa cho cô một chai nước, nhưng Beth nói rằng cô muốn uống rượu, vì trước đây Hershel chưa bao giờ cho phép cô uống. Không thấy Daryl trả lời, Beth liền bực bội cầm con dao, đứng lên rồi bỏ đi. Khi cô đang đi, một vài xác sống xuất hiện khiến cô phải nhanh chóng nấp đằng sau một cái cây. Cô dùng một viên đá ném đi để đánh lạc hướng chúng. Daryl liền đi đến và dẫn cô quay trở lại trại, khiến cô càng thêm tức giận.
Sau khi to tiếng với Daryl, nói rằng cô có thể tự lo liệu cho bản thân và giơ ngón tay giữa về phía anh, Beth cuối cùng cũng thuyết phục được Daryl rời khỏi trại cùng cô. Họ đi đến một sân gôn nơi một nhóm walker từ phía trong cánh rừng đang tiến tới. Beth quyết định đi đến khu nhà của câu lạc bộ đồng quê ở ngay phía bên sân gôn, cô nghĩ rằng ở đó có thể có rượu. Ngay khi vào bên trong, họ nhìn thấy 3 xác sống đang bị treo cổ trên trần nhà, trong khi dưới sàn la liệt xác người với vết đạn trên đầu. Trong khi Beth tìm rượu và Daryl lấy những đồng tiền vương vãi trên sàn, những con walker từ phía cánh rừng lúc nãy bất ngờ đến gần, khiến Daryl và Beth phải đi vào sâu bên trong để trốn chúng.
Phía bên trong, Beth cuối cùng cũng tìm thấy được một chai rượu chưa bị mở nắp. Nhưng một xác sống bất ngờ tấn công cô từ phía sau, khiến cô cố dùng chai rượu đập vào đầu nó để dùng mảnh thủy tinh làm vũ khí. Tuy vậy khi Daryl đến chỗ Beth, cô đã phải dùng con dao của mình để giết con walker. Beth nhìn thấy Daryl đứng đó và nói lời cảm ơn với hàm ý mỉa mai. Daryl liền nhắc lại rằng Beth đã nói cô có thể tự lo liệu cho bản thân mình. Beth chợt nhìn thấy một dòng chữ trên bức tường ghi "Welcome to the dogtrot", phía dưới có thêm nhiều xác người.
Họ đi sâu hơn vào bên trong tòa nhà và tìm thấy một cửa hàng. Daryl cố lấy tiền từ máy thu ngân và tất cả những đồ vật có giá trị. Chợt anh nhận thấy xác của một phụ nữ đang mặc chiếc áo không cài khuy, một tấm biển đeo trên xác ghi dòng chữ "Rich bitch". Trong khi đó, Beth tìm được vài chiếc áo sạch và mặc lên người. Khi họ đang tiếp tục đi, một chiếc đồng hồ cây mà họ đã đi qua bỗng đánh chuông, thu hút những xác sống trong căn nhà tiến đến. Họ vội chạy trốn và không may gặp phải đường cụt, nơi họ buộc phải đối mặt với đám walker đang đi đến. Daryl cuối cùng cũng giết được hết chúng. Ngay khi giết con walker cuối cùng, máu của nó đã văng đến và làm bẩn chiếc áo mới của Beth, khiến cô phải cởi nó ra.
Sau đó, họ tìm thấy được quầy rượu của câu lạc bộ, Beth tìm được một chai rượu trong khi Daryl tiếp tục thu thập những đồ có giá trị tìm được. Beth liền hỏi Daryl - người lúc đó đang quay ra chơi phi tiêu vào những tấm ảnh của các chủ tịch câu lạc bộ - rằng chai rượu cô tìm được có ngon không, anh liền trả lời rằng "không". Sau khi không tìm được một cái cốc sạch, Beth bắt đầu bật khóc. Daryl giận dữ đi đến chỗ cô, lấy chai rượu và đập vỡ nó. Anh nói rằng ly rượu đầu tiên mà cô được nếm sẽ phải là thứ gì đó tốt hơn thế.
Daryl liền đưa Beth đến một căn nhà tồi tàn, nơi mà anh và Michonne từng tìm được. Họ vào trong và bê ra một thùng rượu lậu. Daryl rót cho Beth một ly, sau khi Beth uống xong, cô mời Daryl uống cùng nhưng anh từ chối, vì "cần phải có một người tỉnh táo để trông chừng".
Beth cuối cùng cũng thuyết phục được Daryl uống rượu qua một trò chơi tên "Tôi chưa bao giờ...". Trong lúc họ đang chơi, Daryl chợt say rượu và tiểu tiện lên tường trong căn phòng. Anh đột nhiên tức giận và lôi Beth ra ngoài, nơi một con walker đang ở đó, và cố dạy cô cách sử dụng nỏ. Anh bắn vào ngực con walker, khiến nó dính chặt vào cái cây đằng sau và ép Beth dùng nỏ để giết nó. Cô từ chối và thay vào đó dùng con dao của mình đâm vào đầu con walker. Họ bắt đầu to tiếng với nhau, Daryl cho rằng Beth đã mất trí kể từ khi họ phải sống lang thang trên đường, rằng cô chỉ muốn uống rượu như "một nữ sinh viên hư hỏng", trong khi Beth khiển trách Daryl rằng anh không quan tâm đến những người khác trong nhóm.
Daryl sau đó suy sụp, anh tự cho rằng chính mình phải chịu trách nhiệm cho cái chết của Hershel, rằng đáng lẽ anh phải bắn chết The Governor ngay lúc đó, nhưng đã không thể làm được. Anh nghĩ rằng nếu hồi đó anh và Michonne tiếp tục tìm kiếm và giết hắn trước khi hắn có cơ hội quay trở lại tấn công nhà tù, có lẽ Hershel đã không phải chết. Beth liền ôm Daryl trong khi anh bật khóc.
Tối hôm đó trong căn nhà, Daryl và Beth tâm sự với nhau về những người thân trong gia đình. Beth nói rằng Daryl sẽ là người cuối cùng sống sót sau khi mọi chuyện kết thúc. Sau đó, cô nghĩ rằng họ nên thiêu rụi căn nhà chứa rượu lậu này. Daryl mỉm cười và nói với cô rằng họ sẽ cần thêm rượu.
Họ liền dùng tất cả số rượu lậu tưới lên khắp căn nhà. Sau khi ra khỏi nhà, Daryl đưa cho Beth hộp diêm, cô châm lửa và đốt tờ tiền mà Daryl đã từng lấy trước đó, anh ném nó về phía căn nhà, khiến lửa bùng lên. Căn nhà dần dần bị thiêu rụi. Họ cùng giơ ngón tay giữa về phía căn nhà trước khi quay lưng bỏ đi.

## Diễn viên

### Diễn viên chính
- Andrew Lincoln vai Rick Grimes*
- Norman Reedus vai Daryl Dixon
- Steven Yeun vai Glenn Rhee*
- Lauren Cohan vai Maggie Greene*
- Chandler Riggs vai Carl Grimes*
- Danai Gurira vai Michonne*
- Melissa McBride vai Carol Peletier*
- Emily Kinney vai Beth Greene
- Chad Coleman vai Tyreese Williams*
- Sonequa Martin-Green vai Sasha Williams*
- Lawrence Gilliard Jr. vai Bob Stookey*

*Không xuất hiện trong tập này

## Cái chết trong tập
- Không có

## Đánh giá
Hầu hết các ý kiến từ giới phê bình đều đánh giá cao việc phát triển cốt truyện cho 2 nhân vật Daryl & Beth, song cũng chỉ trích việc không có diễn biến nào mới trong tập phim này. Roth Cornet từ trang IGN cho "Still" điểm 8.5 trên 10 và khen ngợi các phân cảnh mang yếu tố rùng rợn của tập này, đặc biệt là cảnh mở đầu. Zack Handlen của trang The A.V. Club cho tập phim điểm B (trên thang điểm từ F tới A) và cảm nhận rằng tập phim có mạch truyện khá chậm, tuy nhiên sự phát triển của hai nhân vật trọng tâm vẫn là điểm cộng trong tập. Anh cũng đánh giá cao cả cảnh mở đầu và kết thúc của "Still". Xét về tổng thể, Handlen kết luận rằng tập phim "vẫn có những khoảnh khắc tiêu biểu, nhưng thiếu sự mới mẻ trong diễn biến cốt truyện [...] dẫn tới việc nó không phải là một tập phim thành công". Trên trang Rotten Tomatoes, có 88% trong số 17 bài đánh giá mang phản hồi tốt về tập phim.

## Bên lề
- Tên của tập phim "Still" ngụ ý cho những lời tâm sự trong bầu không khí "yên lặng" của Beth và Daryl, khi họ đang chìm trong men say.
- Chương trình Talking Dead phát sóng sau tập phim đã tiết lộ rằng những xác sống treo cổ trong khu nhà đã bị giết bởi người chủ câu lạc bộ do mâu thuẫn tầng lớp.
- Ca khúc được sử dụng trong tập là "Up The Wolves" của The Mountain Goats.
- Đây là một trong số những tập phim có ít nhân vật chính xuất hiện nhất.
  - Đây cũng là tập thứ 4 kể từ khi series bắt đầu đến nay mà Rick không xuất hiện.
  - Đây là tập phim có ít diễn viên/nhân vật xuất hiện nhất kể từ trước đến nay.
- Đây là tập phim đầu tiên của Phần 4 mà không có nhân vật nào được biết đến tên chết.
- Đây là tập phim đầu tiên kể từ khi series bắt đầu đến nay mà không có nhân vật nào trong tập đến từ bộ truyện tranh.
- Norman Reedus và Emily Kinney tiết lộ rằng món thịt rắn mà họ ăn trong một cảnh của tập thực ra là thịt cá chình.
  - Chuông của con rắn lúc Norman giết đã được anh đưa cho Andrew Lincoln.
- Tập phim này tiết lộ rằng Beth chưa bao giờ uống rượu, đồng thời đánh dấu lần đầu tiên cô uống rượu và chửi thề.
- Hình ảnh các chủ tịch câu lạc bộ đồng quê mà Daryl phi phi tiêu vào chính là hình ảnh của các thành viên trong đoàn làm phim.[4]